# Luumäki
Luumäki es un municipio de Finlandia.
Se localiza en la provincia de Finlandia Meridional y es parte de la región de Carelia del Sur. El municipio tiene una población de 4,903 (junio de 2015) y cubre un área de 859.83 km² de los cuales 109.77 km² son agua. La densidad de población es de 6.54 habitantes por kilómetro cuadrado. Sus municipios vecinos son: Hamina, Kouvola, Lappeenranta, Lemi, Miehikkälä y Savitaipale.
El expresidente de Finlandia Pehr Evind Svinhufvud murió en Luumäki, el 29 de febrero de 1944.
El municipio es monolingüe y su idioma oficial es el finés

## Villas
Anjala, Antikkala, Askola, Ellola (Ellonen), Haimila, Heikkilä, Heimala, Hietamies, Himottula (Taina), Hirvikallio, Huomola, Huopainen, Husula, Hyyrylä, Iihola, Inkilä, Junttola, Jurvala, Juurikkala (Juurikas), Kannuskoski, Keskinen, Kiurula, Kiviniemi, Kokkola, Kolppola, Kontula, Koskela, Kähölä, Lakkala (Lakka), Laukkala (Laukas), Lensula, Luotola, Marttila (Taavetti), Mentula, Metsola, Multiala, Munne (Munteenkylä), Niemi, Nokkala, Nuppola, Nurmiainen, Okkola, Orkola, Parola, Pitkäpää, Pukkila (Pukki), Pätärilä, Rantala, Saareks, Saarits, Saksala, Salmi, Sarkalahti, Sarvilahti, Siiropää, Sirkjärvi, Suoanttila, Suonpohja, Sydänmaanlakka, Taina, Tapavainola, Taukaniemi, Toikkala, Vainonen, Venäläinen, Viuhkola

## Gente conocida en el mundo
- Pehr Evind Svinhufvud
- Ilkka Remes
- Arvi Tynys
- Jarmo Mäkinen
- Esa Kirkkopelto
- Hannu Purho
- Sulo Saarits
- Jarno Kultanen